# دبن (عبس)

تعديل مصدري - تعديل

دبن هي إحدى قرى عزلة قطبة بمديرية عبس التابعة لمحافظة حجة، بلغ تعداد سكانها 913 نسمة حسب تعداد اليمن لعام 2004.